# The Burned Hand
The Burned Hand è un cortometraggio muto del 1915 diretto da Tod Browning.

## Produzione
Il film fu prodotto dalla Majestic Motion Picture Company.

## Distribuzione
Distribuito dalla Mutual Film Corporation, il film uscì nelle sale cinematografiche USA il 13 giugno 1915.